# 古今著聞集
古今著聞集（ここんちょもんじゅう）は鎌倉時代、13世紀前半の人、伊賀守橘成季によって編纂された世俗説話集。単に『著聞集』ともいう。事実に基づいた古今の説話を集成することで、懐古的な思想を今に伝えようとするものである。20巻30篇726話からなり、『今昔物語集』に次ぐ大部の説話集である。1254年（建長6年）10月頃に一旦成立し、後年増補がなされた。今昔物語集・宇治拾遺物語とともに日本三大説話集とされる。

## 概要
古今著聞集序には「宇県亜相巧語之遠類、江家都督清談之余波也」とあり、宇治大納言物語や江談抄の遠類としてまとめられた。さらに実録を補う事が意図であることを述べ、勅撰集の部類に倣ったその構成は実に整然としている。古今著聞集の序や跋文によると、橘成季が、官を辞めて閑暇をえて編纂したものである。説話収集にあたっては、『台記』『中右記』『江談抄』といった家々の記録を調べ、いろいろな場所を訪ね、人から話を聞いたとしている。現在流布しているものは、すべてが橘成季の手になるものではなく、後年に江談抄、十訓抄などから追記されている。

## 構成

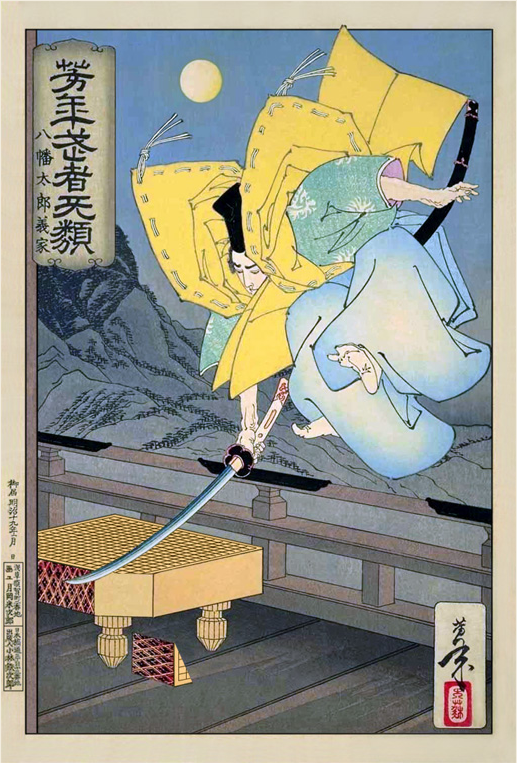
9巻の武勇編で語られた源義家の逸話をもとに描かれた月岡芳年の「八幡太郎義家」

六国史の後、平安中期から鎌倉初期に至るまでの説話700余編は、神祇・釈教・政道忠臣・公事・文學・和歌・管絃歌舞・能書・術道・孝行恩愛・好色・武勇・弓箭・馬藝・相撲強力・書圖・蹴鞠・博奕・偸盗・祝言・哀傷・遊覧・宿執・闘諍・興言利口・恠異・變化・飮食・草木・魚虫禽獣の30編に分類され、百科事典的性格を持っている。
各篇の冒頭には、その篇に収録されている説話に応じた、事の起源や要約的な内容が記され、それに続いて、説話が年代順に記されている。題材を多く王朝社会に仰ぎ、尚古傾向も著しい。

## 特色
- 公卿日記を下地とした記録風の逸話から、下々の庶民に関する異聞奇譚まで、その描写対象は多岐にわたるが、中でも各種芸能の説話に富んでいるのは、琵琶を藤原孝時に学び、詩歌絵画などにも優れた作者成季の才芸を反映している。作者が関白九条道家の近習であったこともあり、『古今著聞集』の観点は摂関家寄りである。江戸期の逸著聞集・近世江戸著聞集・新著聞集等多くの著聞集物に影響を与えた。
- 古今の説話の集成とはいえ、大半が王朝時代の説話で占められ、当代の説話は比較的少ない。これは、名門橘氏の出身である成季の王朝志向によるものであると同時に、当代を「末代」・「世の末」と呼ぶ成季の当代への批判的意識を示している。その一方で、輿言利口篇などの特色ある当代の説話群を形成することによって説話文学としての価値を高からしめている。[8]

## 登場する実在の人物
後鳥羽院、鳥羽法皇、欽明天皇、用明天皇、推古天皇、神功皇后、待賢門院、藤原歓子、円融院、九条良経、小式部内侍、文屋康秀、藤原頼長、藤原忠実、藤原家隆、藤原実国、藤原師実、藤原孝時、藤原頼通、藤原実定、藤原宗輔、藤原実能、藤原忠通、藤原師長、藤原隆方、藤原伊通、藤原定家、藤原顕輔、藤原璋子、藤原季通、藤原公実、藤原清輔、藤原斉信、藤原貞敏、源雅定、源有仁、源経仲、源俊房、源博雅、俊恵、性空、勝覚、弘法大師、藤原家隆、橘正通、藤原俊家、飛鳥井雅経、柿本人麻呂、為平親王、中院通方、孔子、白楽天、玄宗 (唐)、養由基、など。